# Championnat de Belgique féminin de football 2003-2004
 (mars 2024).
Si vous disposez d'ouvrages ou d'articles de référence ou si vous connaissez des sites web de qualité traitant du thème abordé ici, merci de compléter l'article en donnant les références utiles à sa vérifiabilité et en les liant à la section « Notes et références ».
Navigation
Saison précédente Saison suivante
Le championnat de Belgique féminin de football 2003-2004 est la 33e édition du championnat de première division belge de football féminin. Il se dispute lors de la saison 2003-2004.
Ce championnat est disputé parquatorze équipes. Il est remporté par le KFC Rapide Wezemaal dont c'est le premier titre.  Le KFC Rapide Wezemaal termine le championnat sans aucune défaite, tout en égalant avec 76 le record de points établi par le KSC Eendracht Alost en 2000-2001, et en établissant un nombre record de 161 buts inscrits.

## Classement
Le classement final de la saison 2003-2004 de la première division belge de football féminin est :
| Rang | Équipe                   | Pts | J  | G  | N | P  | Bp  | Bc  | Diff |
| ---- | ------------------------ | --- | -- | -- | - | -- | --- | --- | ---- |
| 1    | KFC Rapide Wezemaal      | 76  | 26 | 25 | 1 | 0  | 161 | 8   | +153 |
| 2    | RSC Anderlecht           | 64  | 26 | 21 | 1 | 4  | 114 | 23  | +91  |
| 3    | Eva's Kumtich            | 58  | 26 | 19 | 1 | 6  | 93  | 29  | +64  |
| 4    | DVC Zuid-West Vlaanderen | 52  | 26 | 16 | 4 | 6  | 80  | 39  | +41  |
| 5    | Standard Fémina de Liège | 51  | 26 | 16 | 3 | 7  | 82  | 35  | +47  |
| 6    | Sinaai Girls             | 41  | 26 | 13 | 2 | 11 | 93  | 63  | +30  |
| 7    | Oud-Heverlee Louvain     | 38  | 26 | 11 | 5 | 10 | 68  | 39  | +29  |
| 8    | Hewian Girls Lanaken     | 34  | 26 | 10 | 4 | 12 | 53  | 59  | -6   |
| 9    | VC Dames Eendracht Alost | 30  | 26 | 9  | 3 | 14 | 54  | 77  | -23  |
| 10   | KFC Lentezon Beerse      | 25  | 26 | 7  | 4 | 15 | 44  | 91  | -47  |
| 11   | SKOG Ostende             | 24  | 26 | 7  | 3 | 16 | 51  | 76  | -25  |
| 12   | Dames Zultse VV          | 19  | 26 | 5  | 4 | 17 | 49  | 84  | -35  |
| 13   | Miecroob Veltem          | 13  | 26 | 4  | 1 | 21 | 25  | 134 | -109 |
| 14   | SK Lebeke-Alost          | 3   | 26 | 1  | 0 | 25 | 15  | 225 | -210 |